# Почечнокаменная болезнь
Почечнокаменная болезнь (нефролитиаз, от греч. νεφρός — почка, греч. λίθος — камень) — наиболее частое из урологических заболеваний, проявляющееся отложением конкрементов в почках.

## Общие сведения
Почка — парный орган, одной из функций которого является фильтрация электролитов и продуктов метаболизма. Данные соединения в составе мочи выводятся из организма. Некоторые из химических соединений, растворённых в моче, могут образовывать кристаллы и откладываться на стенках почечных чашечек и лоханки, постепенно формируя конкременты.

## Клинические проявления
Размеры конкрементов разнообразны — от мелких, размером с песчинку, до крупных, размером с мяч для гольфа или больше. Мелкие конкременты могут эвакуироваться с мочой, не вызывая неприятных ощущений. Конкременты размером не менее 2—3 мм могут вызывать обструкцию мочеточника, проявляющуюся расширением его вышележащих отделов и чашечно-лоханочной системы почки, а также острым приступом спастических болей в поясничной области (почечная колика) с тошнотой, рвотой, и  гематурией.
Вне приступа почечнокаменная болезнь протекает сглажено, с тупыми болями в поясничной области, усиливающимися после длительной ходьбы, тряской езды и физических нагрузок. Нефролитиаз может протекать и бессимптомно, оказываясь случайной находкой при рентгенологическом или ультразвуковом исследовании. При анализе мочи выявляется микрогематурия.

## Причины
Причины образования почечных конкрементов изучены недостаточно. Среди факторов называются нарушения метаболизма (фосфорно-кальциевого, щавелевой и мочевой кислот и т. д.), инфекции мочевыводящих путей, нарушение прохождения мочи по мочевыделительной системе и др.
Формированию уратов способствуют нарушения метаболизма мочевой кислоты (при подагре), заболевания, проявляющиеся избыточным распадом собственных белков, алиментарный фактор (избыток в пище пуриновых оснований, содержащихся в бобовых, мясных продуктах). Важным для формирования уратных камней является повышенная кислотность мочи (pH ниже 5,5).
Повышенное содержание в моче оксалатов (солей щавелевой кислоты) и связанное с этим образование оксалатных камней могут быть обусловлены как избыточным поступлением оксалатов в организм, так и их избыточным формированием в организме.
Избыточная концентрация в моче кальция и фосфора приводит к формированию фосфатов. Расстройства фосфорно-кальциевого метаболизма могут быть вызваны эндокринной патологией (гиперпаратиреоидизм), гипервитаминозом витамина D, повреждениями костей, алиментарным фактором (длительный приём щелочей и солей кальция, например, в составе минеральной воды или жесткой водопроводной воды).

## Лечение
При почечной колике для облегчения состояния больного применяются спазмолитики (успокаивающие спазмы и способствующие возможному выходу конкрементов) и анальгетики.
После соответствующей диагностики пациента в медицинском центре прописываются: диуретики, диета на клинический период и общая коррекция питания. При больших конкрементах может потребоваться: хирургическая операция, литотрипсия (метод, альтернативный хирургическому вмешательству), или другие специальные методы. При уратном нефролитиазе может быть успешным метод литолиза (растворение камней).
В общем, лечение почечнокаменной болезни такое же, как мочекаменной болезни.